# Bulla striata
Bulla striata är en snäckart som beskrevs av Bruguiere 1792. Bulla striata ingår i släktet Bulla och familjen Bullidae.

## Underarter
Arten delas in i följande underarter:
- B. s. umbilicata
- B. s. striata

## Bildgalleri

var. adansoni
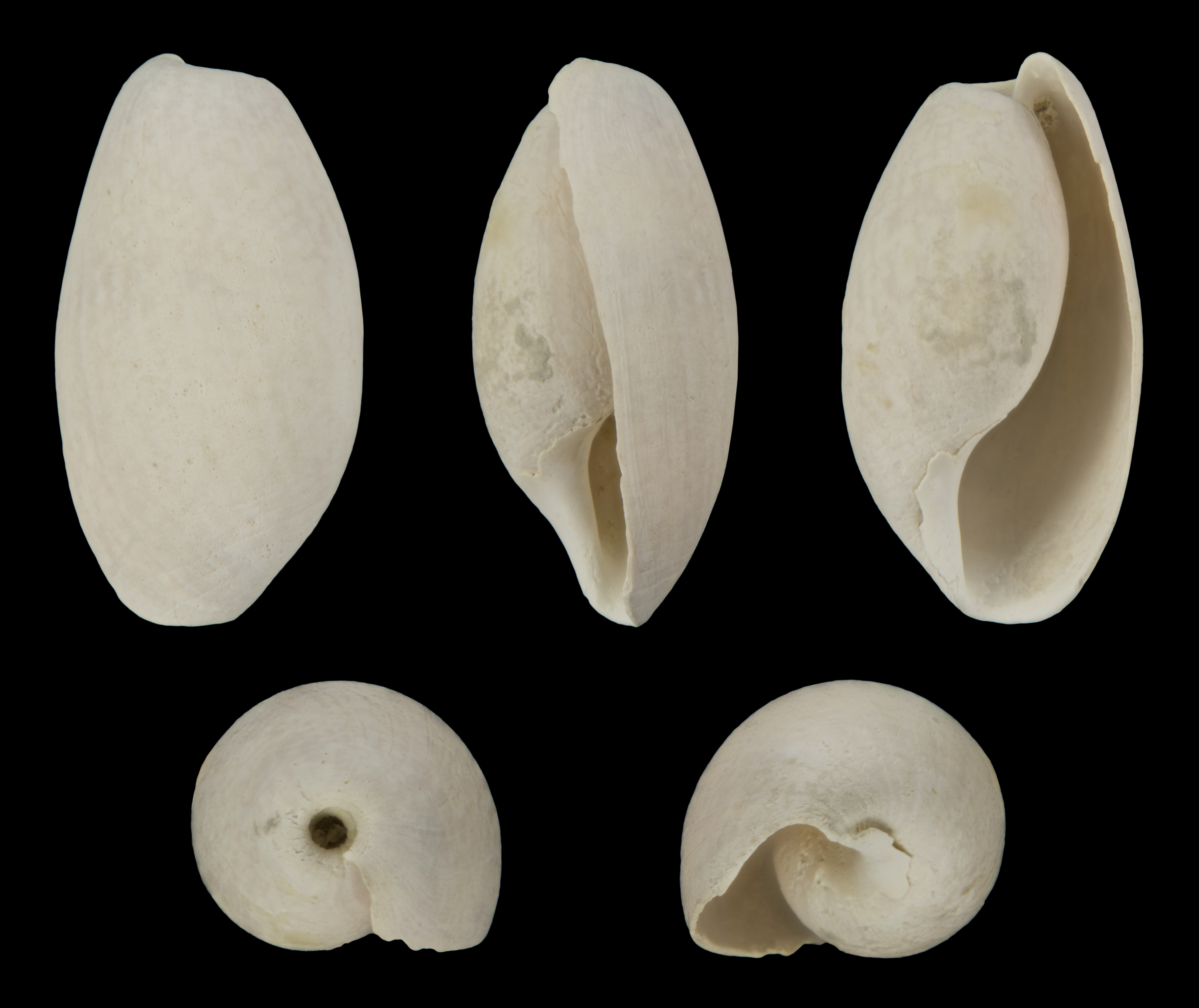
Fossil (Pliocen)
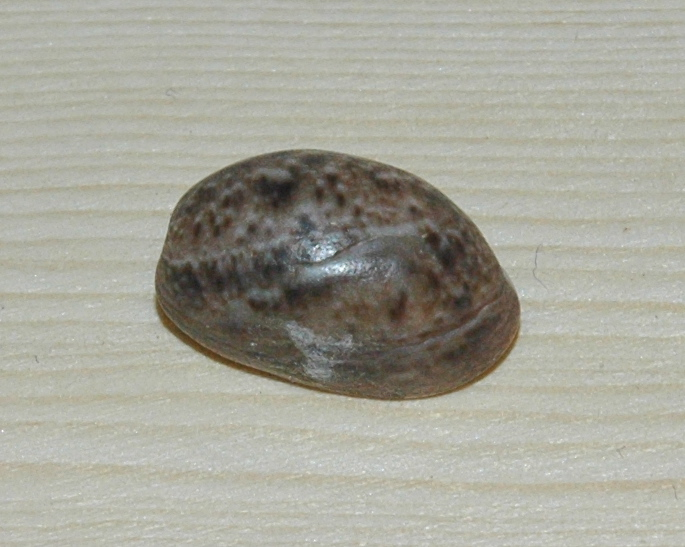
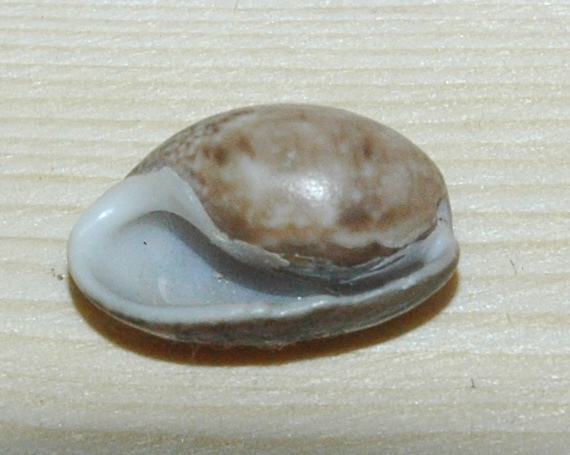
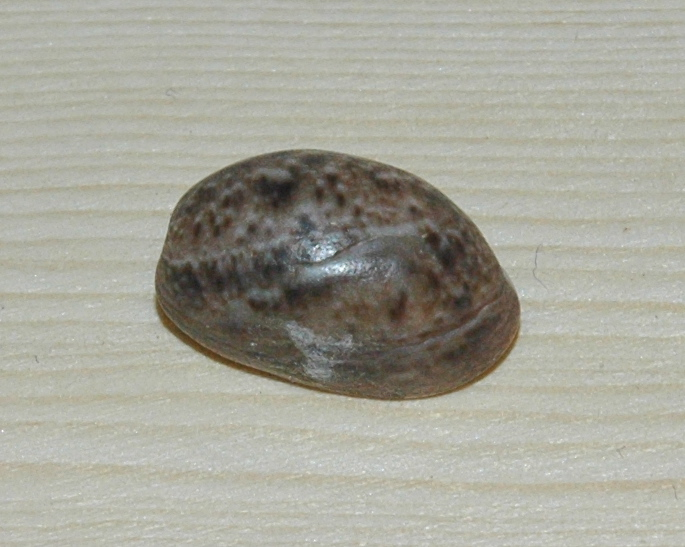